# Port Nolloth
Port Nolloth est une petite ville portuaire située dans le Namaqualand en Afrique du Sud à 144 km au nord-ouest de Springbok.